# Principes fondamentaux du jeu d'échecs
Principes fondamentaux du jeu d'échecs (Chess  Fundamentals en anglais, Fundamentos del Ajedrez en espagnol) est un livre d'échecs de José Raúl Capablanca paru en 1921 qui est considéré comme un « classique ». Mikhaïl Botvinnik l'a considéré comme « le meilleur livre d'échecs de tous les temps ». Viswanathan Anand a déclaré que cet ouvrage, qu'il continue de relire, est un de ses favoris avec L'Art de jouer les pions de Hans Kmoch.
La première partie du livre traite des fondements du jeu selon l'auteur. Cette séquence présente une exposition non linéaire, Capablanca passant de manière impromptue d'un thème à l'autre. Il insiste sur l’importance d'étudier les finales, domaine dans lequel il excellait. Dans son témoignage, il a ainsi mis l'accent sur le bien-fondé d'apprendre les finales avant d'étudier le milieu de jeu puis les ouvertures.
La seconde partie du livre analyse 14 parties de Capablanca, dont la moitié sont des défaites, et où il est donc beaucoup question des erreurs à ne pas commettre. L'auteur, joueur naturellement doué, explique de manière très concise les raisons derrière les coups joués : il s'attache aux principes généraux, par des explications verbales, au lieu d'étudier minutieusement les détails de chaque variante. Julius Du Mont (en) a émis l'avis que Capablanca était parfois étonnamment décevant dans l'explication de ses coups, probablement parce qu'il jouait plus par intuition que par calcul conscient. Dans le livre, Capablanca saute parfois des étapes ; ainsi, il affirme à un instant que l'étudiant doit trouver par lui-même la solution, que s'il n'y parvient pas, il doit demander à son professeur d'échecs, et que s'il n'a pas de professeur, qu'il bachote et sue par lui-même. 
De même que la simplicité caractérisait, comme l'indique l'analyse des parties du livre, le style de jeu de Capablanca — il évitait au maximum les complications tactiques et se contentait de tout petits avantages stratégiques à exploiter — la simplicité caractérise aussi son style d'écriture ; il s’exprime dans un langage simple.